# Evelyn Hamanns Geschichten aus dem Leben/Episodenliste
Diese Episodenliste enthält alle Episoden der deutschen Fernsehserie Evelyn Hamanns Geschichten aus dem Leben. In dieser Serie schlüpft Evelyn Hamann in jeder Geschichte in eine neue Rolle. Es wurden meist zwei bis drei Geschichten in einer Folge gezeigt. Die Serie wurde von 1993 bis 2005 produziert.
| Nr. | Titel                         | Darsteller neben Evelyn Haman | Regie                     | Drehbuch                                                    | Jahr |
| --- | ----------------------------- | --- | ------------------------- | ----------------------------------------------------------- | ---- |
| 1a  | Rollentausch                  | Uwe Friedrichsen, Konstantin Graudus, Roland Kenda, Victoria Trauttmannsdorf                                                                                           | Hajo Gies                 | Hanno Lunin                                                 | 1993 |
| 1b  | Hoch soll sie leben           | Martin Semmelrogge, Alice Treff, Fiona Schwartz, Fabian Harloff, Hildegard Krekel, Mariella Damiani, Edgar Hoppe, Ralf M. Kuball                                       | Hajo Gies                 | Urs Eplinius                                                | 1993 |
| 2a  | Gewinnerin der Woche          | Karl-Heinz von Hassel, Axel Prahl, Lutz Herkenrath, Gerda Maria Jürgens, Thomas Meinhardt, Eva Maria Kerkhoff, Reinhard Krökel                                         | Stephan Meyer             | Urs Eplinius                                                | 1993 |
| 2b  | Mal was anderes               | Volkert Kraeft, Fritz Hollenbreck, Tilman Pflugbeil, Tanja Lüder | Wolfgang Luderer          | Urs Eplinius                                                | 1993 |
| 3a  | Das Postgeheimnis             | Werner Langanke, Thomas Rumöller | Nico Hofmann              | Detlef Michel                                               | 1993 |
| 3b  | Kurze Beine                   | Gerda Gmenlin, Günther Jerschke, Michael v. Rospatt, Monika Barth, Linde Fulda, Jürgen Janza                                                                           | Wolfgang Luderer          | Urs Eplinius                                                | 1993 |
| 3c  | Die Geschäftsreise            | Horst Buchholz, Irmgard Riessen, Horst Krause, Wolfgang Hartmann | Nico Hofmann              | Sascha Arango                                               | 1993 |
| 4a  | Die Geisel                    | Martin Semmelrogge, Heinz Reincke, Ferdinand Dux, Karl-Ulrich Meves, Brigitte Rohkohl                                                                                  | Stephan Meyer             | Urs Eplinius                                                | 1993 |
| 4b  | Rauchzeichen                  | Gert Haucke, Horst Janson | Stephan Meyer             | Urs Eplinius                                                | 1993 |
| 5a  | Im Schleudergang              | Gerd Baltus, Karl-Friedrich Gerster, Frank Straass | Marco Serafini            | Detlef Michel                                               | 1995 |
| 5b  | Alle Jahre wieder             | Karl-Heinz von Hassel, Iris Minich, Clemens Gerhardt | Stephan Meyer             | Urs Eplinius                                                | 1995 |
| 6a  | Völlig aus der Bahn           | Konstantin Graudus, Moritz Bleibtreu, Siegfried Terporten, Ulrich Lothmanns                                                                                            | Marco Serafini            | Manfred Gunzer                                              | 1995 |
| 6b  | Alles auf Sieg                | Irmgard Riessen, Heinz Meier, Balduin Baas, Utz Richter, Peter Maertens                                                                                                | Marco Serafini            | Manfred Fackelmann                                          | 1995 |
| 6c  | Ab nach Rio                   | Dietrich Mattausch, Mechthild Grossmann, Petra Kleinert, Horst Vincon                                                                                                  | Stephan Meyer             | Detlef Michel                                               | 1995 |
| 7a  | Only you                      | Volkert Kraeft, Edgar Bessen, Reinhard Krökel, Eva-Maria Kerkhoff, Mehmet Kurtulus                                                                                     | Stephan Meyer             | Urs Eplinius                                                | 1995 |
| 7b  | Das Glück ist ein Esel        | Heinz Reincke, Jürgen Scheller, Gerda Gmenlin, Janna Striebeck, Emilio De Marchi, Gerda Maria Jürgens                                                                  | Stephan Meyer             | Urs Eplinius                                                | 1995 |
| 8a  | Codewort Agnes                | Josef Ostendorf, Karin Rasenack, Barbara Fenner, Peter Buchholz, Emilio Castoldi, Helmut Zierl                                                                         | Stephan Meyer             | Sascha Arango                                               | 1995 |
| 8b  | Im Herzen von St. Pauli       | Douglas Welbat, Siegfried W. Kernen, Axel Olsson, Lutz Herkenrath, Rainer Schmitt, Charlie Rinn                                                                        | Stephan Meyer             | Urs Eplinius                                                | 1995 |
| 9a  | Nicht gemeldet                | Walter Giller, Jörg Holm, Josef Ostendorf, Kurt Ackermann | Hans-Christoph Blumenberg | Detlef Michel                                               | 1995 |
| 9b  | Der Wasserhahn                | Karl Heinz von Hassel, Dietmar Bär, Rüdiger Weigang, Reinhard Krökel, Gerd Gerdes                                                                                      | Stephan Meyer             | Urs Eplinius                                                | 1995 |
| 10a | Hin ist hin                   | Maria Sebalt, Ingrid van Bergen, Siegfried W. Kernen | Hans-Christoph Blumenberg | Marcus Scholz                                               | 1995 |
| 10b | Black is beautiful            | Gilbert André Ehoulan, Oliver Korittke, Angela Buddecke, Siegfried Terpoorten                                                                                          | Stephan Meyer             | Marcus Scholz                                               | 1995 |
| 11a | Höhenflug                     | Arthur Brauss, Peter Heinrich Brix, Thomas Meinhardt, Patricia Thielemann                                                                                              | Hans-Christoph Blumenberg | Urs Eplinius                                                | 1995 |
| 11b | Rendezvous mit Rudolf         | Peter Fitz, Karin Rasenack, Lutz Mackensy | Hans-Christoph Blumenberg | Sonja Perk                                                  | 1995 |
| 12a | Das Traumhaus                 | Siegfried W. Kernen, Katharina Schubert, Gustav-Peter Wöhler, Gerda Gmenlin                                                                                            | Rafl Gregan               | Marcus Scholz                                               | 1996 |
| 12b | Doppeltes Spiel               | Friedrich von Thun, Holger Mahlich, Edda Pastor, Rolf Nagel, Hannelore Wüst                                                                                            | Ralf Gregan               | Marcus Scholz                                               | 1996 |
| 13a | Fasse dich kurz               | Gerd Baltus, Gerhard Garbers | Lutz Konermann            | Detlef Michel                                               | 1997 |
| 13b | Großes T und kleine Ohren     | Peter Kraus, Gerhard Olschewski, Hildegard Krekel, Nina Sonja Peterson, Katharina Palm                                                                                 | Karin Hercher             | Rochus Bassauer                                             | 1997 |
| 14a | Ordnung muss sein             | Eddi Arent, Lutz Herkenrath, Nicki von Tempelhoff, Dieter Knichel | Stephan Meyer             | Detlef Michel                                               | 1997 |
| 14b | Wege zum Ruhm                 | Karl Heinz von Hassel, Elisabeth Wiedemann, Gerda-Maria Jürgens, Eva-Maria Kerkhoff, Reinhard Krökel, Dorothea Walda, Ingrit Dohse                                     | Stephan Meyer             | Arend Agthe, Monika Seck-Agthe                              | 1997 |
| 15a | Der Schein trügt              | Manon Straché, Karl-Ulrich Meves, Monika Hansen, Patricia Tiedtke, Heinz Reincke                                                                                       | Stephan Meyer             | Douglas A. Welbat                                           | 1997 |
| 15b | Die Geliebte                  | Friedrich von Thun, Sabine Berg, Herma Koehn, Nico König | Stephan Meyer             | Frank Göhre, Philipp von Sell                               | 1997 |
| 16a | Endlich Urlaub                | Gerd Baltus, Hildegard Krekel, Fabian Harloff, Chiara Schoras | Ralf Gregan               | Kelly Hopkins                                               | 1997 |
| 16b | Mensch Mutter                 | Gerit Kling, Peer Jäger, Gerd Hartig, Ulrich Plessmann, Katja Seka | Ralf Gregan               | Friedemann Schulz                                           | 1997 |
| 17a | Eine einmalige Gelegenheit    | Peer Augustinski, Karl Heinz von Hassel, Regine Vergeen, Herma Koehn                                                                                                   | Ralf Gregan               | Anita Mally                                                 | 1997 |
| 17b | Der Sonntagsausflug           | Heinz Rennhack, Gerhard Olschweski, Manon Straché, Dieter Ohlendieck, Annett Renneberg, Philipp Niedersen, Jannick Zielinski                                           | Ralf Gregan               | Urs Eplinius                                                | 1997 |
| 18a | Lokaltermin                   | Wolf Roth, Sky Dumont, Anne Moll, Charlie Rinn, Fritz Hollenbeck, Gert Schäfer                                                                                         | Jürgen Goslar             | Detlef Michel                                               | 1997 |
| 18b | Erwischt                      | Heinz Reincke, W.-D. Berg, Peter Gross, Irmgard Rießen, Reinhard Krökel, Inge Meysel                                                                                   | Jürgen Goslar             | Detlef Michel                                               | 1997 |
| 19a | Heimliche Liebe               | Peter Striebeck, Karl Heinz von Hassel, Neithardt Riedel, Regina Vorbau, Janna Striebeck, Michael Benthien                                                             | Lutz Konermann            | Rochus Bassauer                                             | 1997 |
| 19b | Rache ist süß                 | Manfred Zapatka, Dirk Dautzenberg, Volkert Kraeft, Andrea Bürgin, Albrecht Ganskopf                                                                                    | Karin Hercher             | Detlef Michel                                               | 1997 |
| 20a | Klassentreffen                | W. - D. Berg, Volkert Kraeft, Monika Peitsch, Isabelle Carlson, Manuela Alphons, Günther Jerschke                                                                      | Stephan Meyer             | B. & T. Wittenburg, Rochus Bassauer                         | 1997 |
| 20b | Frohes Fest                   | Diether Krebs, Ulrich Gebauer, Margret Homeyer, Martin Semmelrogge, Gabi Gottschalk, Andreas Bittl, Matthias Wiebalck                                                  | Stephan Meyer             | Detlef Michel                                               | 1997 |
| 21a | Auf und ab                    | Friedrich von Thun, Max Herbrechter, Nicola Tiggeler, Rudolf Wessely, Anna Schäfer                                                                                     | Karin Hercher             | Ralf Gregan                                                 | 1998 |
| 21b | Im Dienste der Schönheit      | Petra Kleinert, Günter Kütemeyer, Josef Ostendorf, Nicola Thomas, Anna Bertheau, Jennifer Ostermann, Ricardo Leon Ihrecke, Lars Adamiak                                | Wigbert Wicker            | Urs Eplinius                                                | 1998 |
| 22a | Wenn Mutter kommt...          | Billie Zöckler, Siegfried W. Kernen, Harald Weiler | Karin Hercher             | Urs Elpinius                                                | 1998 |
| 22b | Feine Kundschaft              | Sissy Höfferer, Ulrich Pleitgen, Lutz Herkenrath, Hildegard Krekel, Michael Gordon, Angela Quast, Stefan Merki, Christopher Zumbült                                    | Karin Hercher             | Hieronymus Proske, Iha von der Schulenburg, Rochus Bassauer | 1998 |
| 23a | Wie die Jungfrau zum Kinde... | Volkert Kraeft, Utz Richter, Harald Maack, Nina Sonja Peterson, Andrea Bürgin, Mites van Oepen, Hartwig Patrick Peters, Janis Zaurins                                  | Karin Hercher             | Ulli Kappler, Rochus Bassauer                               | 1998 |
| 23b | Lust auf Tango                | Horst Krause, Michael Lerchenberg, Michael Schönborn, Konstantin Graudus, Karin Friesicke, Kira Koschella                                                              | Karin Hercher             | Rochus Bassauer                                             | 1998 |
| 24a | Die Sterne lügen nicht        | Diether Krebs, Harald Maack, Annette Mayer, Otto Sawicki, Michael Trischan, Axel Olsson                                                                                | Jürgen Goslar             | Rochus Bassauer                                             | 1997 |
| 24b | Kinder sind was Wunderbares   | Hansi Jochmann, Eva-Maria Kerkhoff, Werner Eichhorn, Erla Prollius, Moritz Meenen, Christian Dirksen                                                                   | Jürgen Goslar             | Ursula Haucke                                               | 1997 |
| 25a | Urlaub auf Ehrenwort          | Michael Mendl, Gerhard Garbers, Edgar Hoppe, Horst Kotterba, Eva-Ingeborg Scholz, Werner Wölbern                                                                       | Wigbert Wicker            | Eckhard Theophil                                            | 1998 |
| 25b | Vorsicht, Nachbarn            | Dieter Brandecker, Oliver Stritzel, Volker Niederfahrenhorst, Ingrid von Bothmer, Thomas Roth, Anna Holmes                                                             | Wigbert Wicker            | Detlef Michel                                               | 1998 |
| 26a | Bitte nicht stören!           | Eddi Arent, Hans-Jürgen Schatz | Karin Hercher             | M.A.C. Guffin Concepts                                      | 1998 |
| 26b | Freitag der Dreizehnte        | Martin Armknecht, Max Herbrechter, Ferdinand Dux, Elke Czischeck (heute: Elle Czischeck), Hannes Hellmann, Judith Klein, Sigfried Terpoorten, Hermann Killmeyer,       | Karin Hercher             | Wolfgang Tumler                                             | 1998 |
| 27a | Advent, Advent                | Gerd Baltus, Gerda Gmenlin, Chiara Schoras, Fabian Harloff, Andrea Bürgin                                                                                              | Stephan Meyer             | Kelly Hopkins                                               | 1997 |
| 27b | Auf den Hund gekommen         | Tana Schanzara, Heinz Meier, Laura Schuhrk, Nicola Thomas, Sebastian Faust, Katharina Luchner                                                                          | Stephan Meyer             | Barbara Franck                                              | 1997 |
| 28a | Ausgesperrt und abgezockt     | Horst Krause, Karl Heinz von Hassel, Angela Ascher, Herma Koehn, Carolin Spieß, Kristin Bader, Harald Burmeister, Marc Letzig                                          | Ralf Gregan               | Urs Eplinius                                                | 1998 |
| 28b | Bambi dreifach                | Jörg Holm, Billie Zöckler, Uwe Karpa, Elke Czischek (heute: Elle Czischeck), Thor W. Müller, Dirk Ossig, Hans-Joachim Millies, Alexander Geringas                      | Karin Hercher             | Johannes Debray, Lothar Kurzawa                             | 1988 |
| 29a | Hummer à la carte             | Gerd Baltus, Hildegard Krekel, W.-D. Berg, Marion Breckwoldt, Fabian Harloff, Ines Barić, Margot Nagel                                                                 | Ralf Gregan               | Kelly Hopkins                                               | 1998 |
| 29b | Sonne, Strand und Streß       | Volkert Kraeft, Utz Richter, Nico König, Karina Kraushaar, Wulf Dietmar Neth, Elli Dogmehsaz                                                                           | Karin Hercher             | Rochus Bassauer, Philipp von Sell                           | 1998 |
| 30a | Frau am Steuer                | W.-D. Berg, Max Herbrechter, Claus Fuchs, Thomas R. Douglas, Bo Hansen, Thomas Roth                                                                                    | Marco Serafini            | Eckhard Theophil                                            | 1999 |
| 30b | Elfi um eins                  | Gerd Baltus, Hildegard Krekel, Tina Ruland, Fabian Harloff, Ines Barić, Kai Helm                                                                                       | Ralf Gregan               | Kelly Hopkins                                               | 1999 |
| 31a | Wissen ist Macht              | Fritz Wepper, Heinrich Schafmeister, Roswitha Schreiner, Michael Kind, Irmgard Rießen, Thomas Mehlhorn, Michael Trischan                                               | Marco Serafini            | Gernot Krää                                                 | 1999 |
| 31b | Damenwahl                     | Edi Arent, Cornelia Corba, Lutz Mackensy, Veronika Nowag-Jones, Peter Bartel                                                                                           | Ralf Gregan               | Susanne Hertel, Marco Serafini                              | 1999 |
| 32a | Strafe muss sein              | Detlef Buck, Wilfried Dziallas, Katrin Pollitt, H.-J. Wildgrube, Stefan Merki, Ruth Wohlschlegel, Oliver Kraushaar, Yasmina Fielerli, Gesche Reimers, Alexander Helmig | Ralf Gregan               | Eckhard Theophil                                            | 1998 |
| 32b | Erotisch verhindert           | Gerhard Garbers, Edgar Hoppe, Andrea Bürgin, Martin Kluge, Anna von Berg                                                                                               | Karin Hercher             | Urs Eplinius                                                | 1998 |
| 33a | Zwei kleine Affären           | Klausjürgen Wussow, Felicitas Woll, Dennis Grabosch, Harald Burmeister, Annalena Schmidt                                                                               | Marco Serafini            | Anette Kaufmann                                             | 1999 |
| 33b | Guten Rutsch                  | Gerd Baltus, Hildegard Krekel, Gerda Gmenlin, Fabian Harloff, Ines Barić                                                                                               | Ralf Gregan               | Kelly Hopkins                                               | 1999 |
| 34a | Kaufrausch                    | Kai Lentrodt, Josef Ostendorf, Thor W. Müller, Tini Prüfert, Christiane Filla, Burghard Schmeer,                                                                       | Stephan Meyer             | Marco Serafini                                              | 1999 |
| 34b | Verflixte Hochzeit            | Achim Wolff, Monika Peitsch, Björn Kegel-Casapietra, Clelia Sarto, Henry König, Charlie Rinn, Wolfgang Rau, Kay Carius, Björn Grundie, Lars Eidinger,                  | Ralf Gregan               | Urs Eplinius                                                | 1999 |
| 35a | Kurschatten                   | Ulrich Pleitgen, Lambert Hamel, Angelika Thomas | Karin Hercher             | Gabriele Kister                                             | 1998 |
| 35b | Die Nervensäge                | Gert Haucke, Michael Schreiner, Uli Pleßmann, Clelia Sarto, Thomas Mehlhorn                                                                                            | Karin Hercher             | M.A.C. Guffin Concepts                                      | 1998 |
| 36a | Hansi singt nicht mehr        | Siegfried W. Kernen, Billie Zöckler, Michael Lerchenberg, Peter Jordan, Ulrike Johannson, Alexander Haugg                                                              | Karin Hercher             | Christoph Willumeit                                         | 2001 |
| 36b | Die Finnen kommen             | Walter Kreye, Neidhardt Riedel, Gerd Hartig, Harald Burmeister, Maria Fuchs, Andreas Eckel, Daniel Obertopp                                                            | Karin Hercher             | Matthias Stoltze                                            | 2001 |
| 37a | Gemischtes Doppel             | Günther Maria Halmer, Max Herbrechter, Roswitha Schreiner, Margot Nagel                                                                                                | Karin Hercher             | Christoph Willumeit                                         | 2001 |
| 37b | Ein Bambi für Oliver          | Gerd Baltus, Hildegard Krekel, Chiara Schoras, Fabian Harloff, Gerda Gmelin                                                                                            | Karin Hercher             | Kelly Hopkins                                               | 2001 |
| 38a | Das Geld liegt auf der Straße | Arnfried Lerche, Clelia Sarto, Axel Olsson, Ralf Hutter | Karin Hercher             | Rochus Bassauer                                             | 2001 |
| 38b | Muttersöhnchen                | Markus Majowski, Gerhard Olschewski, Jasmina Filali, Maike Harten, Herma Koehn, Maika Troscheit, Birgit Würz                                                           | Karin Hercher             | Stefan Dauck, Christian Heider                              | 2001 |
| 39a | Schnee von gestern            | Karl Heinz von Hassel, Erika Skrotzki, Katrin Pollitt, Till Wiedemann, Simone von Racknitz,                                                                            | Karin Hercher             | Detlef Michel, Philipp von Sell                             | 2001 |
| 39b | Die Operettendiva             | Gerd Baltus, Angelika Milster, Hildegard Krekel, Fabian Harloff, Ines Barić, Clemens von Ramin, Utz Richter                                                            | Karin Hercher             | Kelly Hopkins                                               | 2001 |
| 40a | Skandal um Julia              | Barbara Focke, Angelika Thomas, Ingeborg Westphal, Peer Jäger, Till Demtrøder, Stefan Merki, Sonja Rolsdorph, Dorothea Anna Hagena, Erik Schäffler, Kai Helm           | Karin Hercher             | Matthias Stoltze                                            | 2001 |
| 40b | Die Quiz-Kandidatin           | Heinrich Schafmeister, Katharina Schubert, Thor W. Müller, Antje Westermann, Christopher Zumbült, Peter Gross, Sebastian Faust, Josef Heynert                          | Karin Hercher             | Wolfgang Stauch                                             | 2001 |
| 41a | Der Flirtkurs                 | Fritz Wepper, Gerhard Garbers, Mignon Remé, Eva-Maria Kerkhoff, Brigitte Böttrich, Benjamin Utzerath                                                                   | Karin Hercher             | Christoph Willumeit                                         | 2001 |
| 41b | Nie wieder Flohmarkt          | Edgar Hoppe, Martin Semmelrogge, Jeannette Arndt, Wilfried Dziallas, Susanne Evers, Reinhard Krökel, Markus Stolberg, Julia Jessen                                     | Karin Hercher             | Stefan Dauck, Christian Heider                              | 2001 |
| 42a | Frohe Ostern                  | Gerd Baltus, Hildegard Krekel, Peter Heinrich Brix, Fabian Harloff, Ines Barić, Christian Ahrens                                                                       | Karin Hercher             | Kelly Hopkins                                               | 2001 |
| 42b | Der Anhalter                  | Andreas Guenther, Angela Roy, Jesica Kosmalla, Christoph H. Dittmann, Ralph Misske                                                                                     | Karin Hercher             | Ulrike & Hans Münch                                         | 2001 |
| 43a | Zwei Fliegen mit einer Klappe | Dietrich Mattausch, Wolf Dietrich Sprenger, Elke Czischek (heute: Elle Czischeck), Burkhard Schmeer, Christoph Tomanek, Bernd Moss Natalie O’Hara                      | Karin Hercher             | Detlef Michel                                               | 2001 |
| 43b | Feindliche Übernahme          | Monika Peitsch, W.-D. Berg, Wolfgang Pregler | Karin Hercher             | Monika Feth, Matthias Rossa, Philipp von Sell               | 2001 |
| 44a | Saitensprung                  | Josef Ostendorf, Lutz Herkenrath, Julia Weden, Hinnerk Schönemann, Christian Glockzin, René Meusel, Charlos Ngugi, Nelson D'Brito                                      | Karin Hercher             | Daniel Wolf, Janusch Kozminski, Philipp von Sell            | 2001 |
| 44b | Sie oder er                   | Gerd Baltus, Hildegard Krekel, Fabian Harloff, Ines Barić, Ulli Krohn, Nicolas König, Joanna Kitzl                                                                     | Karin Hercher             | Kelly Hopkins                                               | 2001 |
| 45a | Höchststrafen-Heidi           | Horst Krause, Volkert Kraeft, Eva Brumby, Carolin Spiess, Dietmar König, Jens Peter Brose, Jörg Gillner                                                                | Karin Hercher             | Christoph Willumeit                                         | 2001 |
| 45b | Schmetterlinge im Bauch       | Elmar Wepper, Gustav Peter Wöhler, Uli Pleßmann, Inge Meysel | Karin Hercher             | Martin Maurer, Dirk Carow                                   | 2001 |
| 46a | Über den Wolken               | Fritz Wepper, Jan-Peter Heyne, Wiebke Weggemann | Ralf Gregan               | Friedemann Schulz                                           | 1999 |
| 46b | Muttertag                     | Gerd Baltus, Hildegard Krekel, Fabian Harloff, Ines Barić, Carolin Spieß, Ingrit Dohse, Christoph Gottschlach                                                          | Ralf Gregan               | Kelly Hopkins                                               | 1999 |
| 47a | Eigenes Geld                  | Gerd Baltus, Hildegard Krekel, Fabian Harloff, Ines Barić | Karin Hercher             | Kelly Hopkins                                               | 2004 |
| 47b | Die Yucca-Palme               | Gisela Schneeberger, August Schmölzer, Katrin Pollitt, Marc Letzig | Karin Hercher             | Kelly Hopkins                                               | 2004 |
| 48a | Wie im richtigen Leben        | Gunter Berger, Helmut Zierl, Heike Siekmann, Mignon Remé | Karin Hercher             | Charlotte Drews-Bernstein                                   | 2004 |
| 48b | Ausgeflippt                   | Gerd Baltus, Hildegard Krekel, Fabian Harloff, Ines Barić | Karin Hercher             | Kelly Hopkins                                               | 2004 |
| 49a | Silberhochzeit                | Gerd Baltus, Hildegard Krekel, Fabian Harloff, Ines Barić, Margret Homeyer                                                                                             | Karin Hercher             | Kelly Hopkins                                               | 2004 |
| 49b | Im Schlafwagen                | Stefan Behrens, Neithardt Riedel, Andrea Lüdke, Max Herbrechter | Karin Hercher             | Rochus Bassauer                                             | 2004 |
| 50a | Salon Thea                    | Saskia Vester, Anne Kanis, Matthias Matz, Jana Voosen, Utz Richter | Karin Hercher             | Nani Mahlo, Lisa Högg                                       | 2004 |
| 50b | Der Giebelpieper              | Gerd Baltus, Hildegard Krekel, Fabian Harloff, Ines Barić | Karin Hercher             | Kelly Hopkins                                               | 2004 |
| 51  | Camping                       | Annette Mayer, Gilla Cremer, Jürgen Prochnow | Karin Hercher             | Kelly Hopkins                                               | 2004 |
| 52  | Der Talisman                  | Monika Peitsch, Wolf Roth, Claudine Wilde | Karin Hercher             | Kelly Hopkins                                               | 2004 |
| 53  | Wasser marsch!                | Peter Heinrich Brix, Wilfried Dziallas, Erika Skrotzki, Jens Peter Brose                                                                                               | Karin Hercher             | Christoph Willumeit                                         | 2004 |
| 54  | Last Minute                   | Eva-Maria Bauer, Oliver Mommsen, Matthias Winde | Karin Hercher             | Ralf Gregan                                                 | 2004 |
| 55a | Wem der Kuckuck klebt         | Rudolf Kowalski, Rolf Nagel, Frank Sieckel | Karin Hercher             | Detlef Michel                                               | 2005 |
| 55b | Yin und Yang                  | Karl Heinz von Hassel, Heinz Werner Kraehkamp, Sabine Orléans, Phillip Blank                                                                                           | Karin Hercher             | Christoph Willumeit                                         | 2005 |
| 55c | Mama schlägt zurück           | Gerhard Garbers, Anna von Berg, Hinnerk Schönemann, Peter Jordan | Karin Hercher             | Matthias Stoltze                                            | 2005 |
| 56a | Stark wie Jade                | Hans Peter Korff, Lutz Mackensy, Dagmar Sachse | Karin Hercher             | Charlotte Drews-Bernstein                                   | 2005 |
| 56b | Faxen                         | Peter Sattmann, Karin Rasenack, Alexander Geringas, Patricia Thielemann, Kristian Wanzl                                                                                | Karin Hercher             | Charlotte Drews-Bernstein                                   | 2005 |
| 56c | Stupsi                        | Edgar Hoppe, Eva-Maria Kerkhoff, Harald Maack, Carolin Spieß | Karin Hercher             | Kelly Hopkins                                               | 2005 |